# Elsa Bornemann
Elsa Isabel Bornemann (Buenos Aires, 20 de febrero de 1952-Buenos Aires, 24 de mayo de 2013) fue una escritora argentina para niños, jóvenes y adultos. Fue profesora de Letras egresada de la Universidad de Buenos Aires. Ejerció la docencia en todos los niveles, dictó numerosos cursos y conferencias e integró variedad de mesas redondas y jurados.

## Biografía
Nació el 20 de febrero de 1952 en el barrio de Parque Patricios de la ciudad de Buenos Aires. Hija de Wilhelm Karl Henri Bornemann, un inmigrante alemán, y de Blanca Nieves Fernández, una argentina de ascendencia portuguesa y española, era la menor de tres hermanas.
Obtuvo el título de Maestra Normal Nacional en la Escuela Normal N° 11 Ricardo Levene. Se recibió de Licenciada en Letras por la Facultad de Filosofía y Letras de la Universidad de Buenos Aires, se doctoró y obtuvo varios diplomas de estudio en idioma inglés, alemán, italiano, latín, griego clásico y hebreo. Algunas de sus obras como Socorro o Queridos monstruos vendieron más de cien mil ejemplares.
Durante la última dictadura militar que gobernó Argentina, autodenominada Proceso de Reorganización Nacional, su libro Un elefante ocupa mucho espacio fue censurado y pasó a integrar la lista de autores prohibidos. Ese libro integró la Lista de Honor de 1976 de la Organización Internacional para el Libro Juvenil  (International Board on Books for Young People, IBBY). Más tarde, El último mago o Bilembambudín y Disparatario fueron seleccionados para integrar la lista The White Ravens, distinción que otorga la Internationale Jugendbibliothek de Múnich, Alemania.
Realizó numerosos cursos y talleres sobre literatura con el profesor Manuel Kedes tanto en Argentina como en América, Europa y Japón. Escribió poesía, novela y cuento, explorando temas como el amor, el humor y el terror. Muchas de sus obras han sido reproducidas en libros de lectura para la escuela primaria, en manuales de Literatura para distintos niveles, y en antologías argentinas y del exterior.
En 2004 la Fundación Konex entregó diplomas al Mérito a cien personalidades destacadas de la década entre 1994 y 2003 en las Letras Argentinas. En los últimos veinte años, las ediciones de sus libros editados en Alfaguara superan los dos millones de ejemplares.
Falleció el 24 de mayo de 2013 en Buenos Aires, Argentina.

## Obras
- Un día, una brújula (2015): Selección de sus mejores poemas y canciones.
- Puro ojos (2014): Último libro, publicado póstumamente.
- Mil grullas (2011): Participación en una antología de cuentos de diversos autores.
- Treinta y cuatro lauchitas (2009): Griselda es hija única y quiere tener mascotas pero sus padres no la dejan. Pero, un día, encuentra una lauchita en su casa y se hacen muy amigas. Juntas, vivirán muchas aventuras.
- Una trenza tan larga… (2009): Margarita tiene el pelo largo, muy largo. Es difícil peinarla, su pelo a veces no pasa por las puertas y da mucho trabajo. Sus hermanas quieren que se corte el pelo pero ella no quiere. Su pelo la acompaña todos los días en muchas aventuras.[20]
- Corazonadas (2005)
- Poemas para todos los días (2004)[21]
- Amorcitos sub-14 (2003): Los secretos, las declaraciones, las ausencias... las alegrías y las tristezas compartidas por chicos y chicas sub-14.
- Mini-antología de cuentos tradicionales (2001): Catorce cuentos tradicionales, elegidos y recreados por Elsa Bornemann.
- A la luna en punto (2000): Continuación de Sol de noche (1990).
- Socorro Diez (1994): Misterios, apariciones increíbles y seres espeluznantes presentados por Quasimodo, el mismísimo Jorobado de Notre-Dame.
- No hagan olas (1993)
- Queridos monstruos (1991)
- No somos irrompibles (1991)
- Los desmaravilladores (1991)
- Lobo Rojo y Caperucita Feroz (1991): Lobo Rojo debe atravesar el bosque para visitar a su abuelita, ¿se animará a enfrentarse a la temible Caperucita Feroz?.
- La edad del pavo (1990)
- Sol de noche (1990)
- ¡Socorro! (1988): Doce cuentos de terror para niños, presentados por el monstruo creado por Víctor Frankstein.
- Lisa de los Paraguas (1986)
- ¡Nada de tucanes! (1985)
- Los grendelines (1985)
- Disparatario (1983)[22]
- El niño envuelto (1981)
- El último mago o Bilembambudín (1979): Guiada por Jeremías, el “último mago”, Aldana llega al reino de Bilembambudín para cumplir una importantísima misión.
- El libro de los chicos enamorados (1977): Poemas sobre las sensaciones que produce el amor-niño, agrupados, según tengan ganas de declararse, enojarse o amigarse.
- Cuentos a salto de canguro (1977)
- Cuadernos de un delfín (1976): Los “cuadernos” de Simo, un joven delfín, nos revelan sus vivencias a partir del momento en que es capturado.
- Un elefante ocupa mucho espacio (1975): Libro de cuentos prohibido en la última dictadura cívico-militar argentina.
- El espejo distraído (1971)

## Compilados
Participó en libros de recopilación con cuentos de varios escritores populares.
- Caramelos surtidos, de Ediciones Orión, con el cuento Uno más uno (cuento para chicos enamorados).
- Mil grullas (2011), donde Naomi y Toshiro, dos niños en Hiroshima hacia 1945, unidos por el cariño y el afecto, el verano los sorprenderá con un sol estallando: Es la bomba atómica. En un acto de amor incomparable, Toshiro hará con sus manos mil grullas para salvar a su amiga.

## Premios y distinciones
- Faja de Honor de la Sociedad Argentina de Escritores (SADE) por "El espejo distraído". Buenos Aires, 1972.
- Lista de Honor del IBBY (International Board on Books for young people), por “Un elefante ocupa mucho espacio”, recibido en XV Congreso Internacional de Literatura Infantil y Juvenil. Atenas, Grecia, 1976.
- Premio "San Francisco de Asís", por "toda su obra en beneficio de la infancia", otorgado por la Sociedad Misionera de Escritores, 1977.[1]
- Inclusión de El libro de los chicos enamorados en la Lista de los Cinco Mejores Libros Escritos en Idioma Castellano. Caracas, Venezuela, Banco del Libro, 1982.
- Premio «Alicia Moreau de Justo», 1985.
- Mención Especial en el Premio Nacional de Literatura Infantil, 1986.
- Mención Especial en el Premio Nacional de Literatura para Niños, por su producción publicada entre 1982-1985. Buenos Aires, Secretaría de Cultura y Educación de la Nación, 1986.
- Lista de Honor de ALIJA (Asociación de Literatura Infantil y Juvenil de la Argentina) por Puro ojos. Buenos Aires, 1987.
- Cuadro de Honor para “El último mago o Bilembambudin”, en la selección The White Ravens. Münich, Alemania, 1988.
- Cuadro de Honor para Disparatario, en la selección The White Ravens. Münich, Alemania, Internationale Jugendbibliothek, 1989.
- Integración entre "Los cinco mejores escritores argentinos" incluidos en la guía "Who is Who", editada por la Feria de Bologna, Italia, 1993.
- Premio Konex de Platino, correspondiente a la Literatura Infantil-Juvenil Argentina, por "considerársela una de los mejores escritores de esa especialidad". Buenos Aires, Fundación Konex, 1994.
- Cuadro de Honor de Literatura Infantil Argentina por Palabracadabra Tucumán, Argentina, Secretaría de Cultura de la Municipalidad, 1997.
- Premio Edenor y Radio Clásica de Buenos Aires, "por su aporte a la Literatura Infantil". Buenos Aires, 2000.
- Premio Konex de Platino, por toda su obra literaria, al ser elegida como "la escritora más relevante en la última década". Buenos Aires, Fundación Konex, 2004.
- Muestra "Elsa Bornemann ilustrada" en la Biblioteca del Congreso de la Nación de Argentina en su honor, 2014.[2][23] La muestra fue declarada de interés cultural por la Secretaría de Cultura de la Nación Argentina.[24]
- En la Biblioteca del Congreso Argentino se denominó Elsa Bornemann a la sala de lectura para adolescentes.[25]